# スノードラゴン
スノードラゴン（英: Snow Dragon、中: 瑞草祥龍）は、日本の競走馬、種牡馬である。2014年のスプリンターズSに勝利し、この年のJRA賞最優秀短距離馬に選出された。黄色のシャドーロールがトレードマークであった。

## 経歴
馬名はユリ科の常緑多年草から命名された。共有馬主システム「LEX PRO」より総額1,200万円（1口120万円×10口）で募集された。

### 2歳（2010年）
8月28日の新潟競馬場の芝1600mで行われた新馬戦で北村宏司を背に1番人気に推されるも2着。その後の中山、東京の芝マイル未勝利戦も2戦連続2番人気2着と連対はするが勝てない競馬を続けていたが、ダートに矛先を変えた4戦目で蛯名正義を背に1番人気に応え1着。

### 3歳（2011年）
1月に東京ダート1400mで行われた平場の500万条件で鞍上が吉田隼人に変わるも1番人気に応え1着と連勝を飾る。その後は春まで3歳のオープン特別を3回使うも7着・6着・3着。休養明けの9月に古馬1000万条件で行われた茨城新聞杯(中山ダート1200m)では大型馬の休養明けが影響したか、1番人気を裏切り5着となり短期休養に入る。

### 4歳（2012年）
4歳初戦、平場の1000万条件を好位から抜け出して1着、3勝目を挙げる。昇級戦の河原町ステークスは8着に敗れたが、なにわステークスは3着と好走。続く鎌倉ステークス、深草ステークスと連続2着に入る。その後降級し、降級初戦の鶴見特別は1.5倍の断然人気に推されるが5着に敗れる。3か月後、茨城新聞杯はクビ差の2着、河口湖特別を左後肢フレグモーネで出走取り消し後、西湖特別も2着となり、続く平場1000万条件は3着と勝ちきれない競馬が続いたが、同年最終開催日の平場1000万条件を後方から差し切って1着、再び1600万下に復帰した。

### 5歳（2013年）
5歳初戦、羅生門ステークスはアタマ差の2着、続く銀蹄ステークスは中団から上り最速の脚で伸びエーシンビートロンに1馬身半差をつけ1着、オープンに昇級した。さらに、京葉ステークスを中団から鋭く脚を伸ばし、先に抜け出したフィールドシャインをクビ差捕らえて連勝を飾った。続く欅ステークスは1番人気に推されたが7着に敗れる。重賞初挑戦となったプロキオンステークスは8着、クラスターカップは4着に敗れる。秋は室町ステークス、オータムリーフステークスと連続6着となりカペラステークスは後方から追い込んでノーザンリバーの2着に入った。

### 6歳（2014年）
長らくダートでの出走が続いていたものの、3月8日に久しぶりの芝となるオーシャンステークス（中山競馬場）に出走し2着、続いて3月30日の高松宮記念（中京競馬場）でも2着となる。一度ダートに戻った6月12日の北海道スプリントカップ（門別競馬場）も2着であった。
再度芝に戻り、8月31日のキーンランドカップ（札幌競馬場）で8着に敗れたのち、10月5日のスプリンターズステークス（新潟競馬場、例年中山競馬場のところ施設改修のため変更）に出走。前走の不調から13番人気と評価を落としていたものの、レースでは残り100mでストレイトガールとレッドオーヴァルと一騎討ちになると思われたところを大外から差しきり、重賞初制覇、芝レース初勝利がGI初制覇となった。鞍上の大野拓弥はデビュー10年目でGIは10戦目での初勝利。管理する高木登調教師も開業8年目にしてGI初勝利となった。
12月14日、ロンジン香港スプリント（G1）に出走し、8着。

### 7 - 11歳（2015 - 2019年）
上述の香港スプリント後、2015年はオーシャンステークス（GIII）からの始動を目指していたものの、脚部不安でしばらく休養することとなる。2016年1月15日に放牧先から帰厩。復帰戦となった同年3月5日のオーシャンステークスでは長いブランク明けながら3着に入った。その後も11歳まで現役を続け、勝ち星こそなかったが、2016年 - 2018年の北海道スプリントカップ3年連続3着や2017年カペラステークス2着等ダートの短距離戦では健闘した。引退レースは2019年の高松宮記念、藤田菜七子を背に17着であった。

## 競走成績
| 競走日     | 競馬場 | 競走名              | 格       | 距離（馬場）  | 頭 数 | 枠 番 | 馬 番 | オッズ （人気） | 着順 | タイム （上り3F） | 着差 | 騎手       | 斤量   | 1着馬/（2着馬）      |
| ---------- | ------ | ------------------- | -------- | ------------- | ----- | ----- | ----- | --------------- | ---- | ----------------- | ---- | ---------- | ------ | -------------------- |
| 2010.08.28 | 新潟   | 2歳新馬             |          | 芝1600m（良） | 14    | 1     | 1     | 003.30（1人）   | 02着 | 01:37.2（34.6）   | -0.2 | 北村宏司   | 54kg   | フレンドミー         |
| 0000.09.19 | 中山   | 2歳未勝利           |          | 芝1600m（良） | 15    | 7     | 12    | 003.90（2人）   | 02着 | 01:36.0（36.3）   | -0.2 | 北村宏司   | 54kg   | フレンドサンポウ     |
| 0000.10.10 | 東京   | 2歳未勝利           |          | 芝1600m（不） | 14    | 8     | 13    | 003.50（2人）   | 02着 | 01:37.8（35.8）   | -0.3 | 蛯名正義   | 55kg   | タケショウボルト     |
| 0000.12.11 | 中山   | 2歳未勝利           |          | ダ1200m（良） | 16    | 6     | 11    | 001.60（1人）   | 01着 | 01:11.6（37.2）   | -1.0 | 蛯名正義   | 55kg   | (オーパルス)         |
| 2011.01.29 | 東京   | 3歳500万下          |          | ダ1400m（良） | 16    | 8     | 15    | 001.50（1人）   | 01着 | 01:26.7（37.3）   | -0.5 | 吉田隼人   | 56kg   | (コスモケンジ)       |
| 0000.02.19 | 東京   | ヒヤシンスS         | OP       | ダ1600m（稍） | 16    | 4     | 8     | 006.50（2人）   | 07着 | 01:39.5（37.8）   | -1.3 | 蛯名正義   | 56kg   | ラヴィアンクレール   |
| 0000.04.24 | 京都   | 橘S                 | OP       | 芝1400m（稍） | 18    | 2     | 3     | 026.50（8人）   | 06着 | 01:22.5（35.7）   | -0.5 | 北村友一   | 56kg   | ツルマルレオン       |
| 0000.05.22 | 京都   | 昇竜S               | OP       | ダ1400m（不） | 16    | 6     | 11    | 020.30（7人）   | 03着 | 01:23.2（35.3）   | -0.4 | 佐藤哲三   | 56kg   | アイアムアクトレス   |
| 0000.09.25 | 中山   | 茨城新聞杯          | 1000万下 | ダ1200m（良） | 16    | 3     | 5     | 003.10（1人）   | 05着 | 01:10.6（36.4）   | -0.3 | 蛯名正義   | 55kg   | ゼンノベラーノ       |
| 2012.01.21 | 中山   | 4歳上1000万下       |          | ダ1200m（稍） | 16    | 4     | 7     | 003.80（2人）   | 01着 | 01:10.8（37.3）   | -0.1 | 蛯名正義   | 56kg   | (ミヤビヘレネ)       |
| 0000.02.19 | 京都   | 河原町S             | 1600万下 | ダ1400m（良） | 16    | 7     | 14    | 005.00（3人）   | 08着 | 01:25.1（36.6）   | -0.9 | 安藤勝己   | 57kg   | メイショウマシュウ   |
| 0000.03.17 | 阪神   | なにわS             | 1600万下 | ダ1200m（重） | 16    | 7     | 13    | 017.30（7人）   | 03着 | 01:10.9（35.4）   | -0.1 | 渡辺薫彦   | 57kg   | シゲルソウサイ       |
| 0000.04.21 | 東京   | 鎌倉S               | 1600万下 | ダ1400m（良） | 16    | 6     | 12    | 004.90（2人）   | 02着 | 01:24.7（36.3）   | -0.0 | 蛯名正義   | 57kg   | ガンマーバースト     |
| 0000.05.20 | 京都   | 深草S               | 1600万下 | ダ1200m（良） | 16    | 1     | 2     | 004.30（1人）   | 02着 | 01:11.2（36.0）   | -0.1 | 渡辺薫彦   | 57kg   | タンジブルアセット   |
| 0000.06.16 | 阪神   | 鶴見特別            | 1000万下 | ダ1200m（不） | 15    | 1     | 2     | 001.50（1人）   | 05着 | 01:10.4（35.5）   | -0.2 | 渡辺薫彦   | 57kg   | サダムグランジュテ   |
| 0000.09.29 | 中山   | 茨城新聞杯          | 1000万下 | ダ1200m（良） | 16    | 4     | 8     | 002.50（1人）   | 02着 | 01:11.0（36.4）   | -0.0 | 蛯名正義   | 57kg   | フリートアロー       |
| 0000.10.28 | 東京   | 河口湖特別          | 1000万下 | ダ1400m（良） | 15    | 8     | 16    |                 | 取消 |                   |      | 蛯名正義   | 57kg   | ウォータールルド     |
| 0000.11.17 | 東京   | 西湖特別            | 1000万下 | ダ1400m（良） | 16    | 1     | 1     | 006.70（4人）   | 02着 | 01:24.2（36.0）   | -0.2 | 田辺裕信   | 57kg   | キズマ               |
| 0000.12.01 | 中山   | 3歳上1000万下       |          | ダ1200m（稍） | 16    | 4     | 7     | 001.50（1人）   | 03着 | 01:10.8（37.1）   | -0.2 | 蛯名正義   | 57kg   | ダッシャーワン       |
| 0000.12.24 | 中山   | 3歳上1000万下       |          | ダ1200m（稍） | 16    | 1     | 2     | 002.40（1人）   | 01着 | 01:10.7（35.8）   | -0.2 | 蛯名正義   | 57kg   | (コスモケンジ)       |
| 2013.01.20 | 京都   | 羅生門S             | 1600万下 | ダ1400m（良） | 16    | 4     | 8     | 004.20（2人）   | 02着 | 01:23.3（37.2）   | -0.0 | 国分優作   | 57kg   | トラバント           |
| 0000.02.09 | 東京   | 銀蹄S               | 1600万下 | ダ1400m（良） | 16    | 6     | 12    | 002.60（1人）   | 01着 | 01:23.9（35.3）   | -0.2 | 蛯名正義   | 57kg   | (エーシンビートロン) |
| 0000.04.14 | 中山   | 京葉S               | OP       | ダ1200m（良） | 16    | 7     | 14    | 004.80（2人）   | 01着 | 01:10.9（35.5）   | -0.0 | 蛯名正義   | 55kg   | (フィールドシャイン) |
| 0000.05.25 | 東京   | 欅S                 | OP       | ダ1400m（良） | 15    | 4     | 7     | 002.90（1人）   | 07着 | 01:24.5（35.8）   | -0.8 | 蛯名正義   | 57kg   | アドマイヤロイヤル   |
| 0000.07.07 | 中京   | プロキオンS         | GIII     | ダ1400m（良） | 16    | 6     | 12    | 034.3（11人）   | 08着 | 01:22.3（35.5）   | -0.4 | 和田竜二   | 56kg   | アドマイヤロイヤル   |
| 0000.08.14 | 盛岡   | クラスターC         | JpnIII   | ダ1200m（良） | 14    | 5     | 7     | 004.10（2人）   | 04着 | 01:09.6（34.5）   | -0.1 | 蛯名正義   | 54kg   | ラブミーチャン       |
| 0000.10.19 | 京都   | 室町S               | OP       | ダ1200m（稍） | 16    | 8     | 16    | 006.60（2人）   | 06着 | 01:10.1（35.4）   | -0.6 | 和田竜二   | 56kg   | スリーボストン       |
| 0000.11.24 | 京都   | 京都オータムリーフP | OP       | ダ1400m（良） | 16    | 5     | 10    | 024.70（7人）   | 06着 | 01:23.6（36.3）   | -0.2 | 吉田隼人   | 57kg   | ノーザンリバー       |
| 0000.12.08 | 中山   | カペラS             | GIII     | ダ1200m（良） | 16    | 4     | 7     | 011.20（7人）   | 02着 | 01:10.7（35.4）   | -0.0 | 大野拓弥   | 56kg   | ノーザンリバー       |
| 2014.01.06 | 中山   | ジャニュアリーS     | OP       | ダ1200m（良） | 16    | 6     | 12    | 003.90（2人）   | 01着 | 01:10.6（36.0）   | -0.2 | 大野拓弥   | 56kg   | (トキノエクセレント) |
| 0000.02.02 | 東京   | 根岸S               | GIII     | ダ1400m（良） | 16    | 3     | 5     | 015.70（7人）   | 11着 | 01:24.1（35.8）   | -0.7 | 大野拓弥   | 56kg   | ゴールスキー         |
| 0000.03.08 | 中山   | オーシャンS         | GIII     | 芝1200m（良） | 16    | 8     | 15    | 041.4（11人）   | 02着 | 01:09.1（34.3）   | -0.2 | 大野拓弥   | 56kg   | スマートオリオン     |
| 0000.03.30 | 中京   | 高松宮記念          | GI       | 芝1200m（不） | 18    | 8     | 17    | 019.60（8人）   | 02着 | 01:12.7（36.1）   | -0.5 | 大野拓弥   | 57kg   | コパノリチャード     |
| 0000.06.12 | 門別   | 北海道スプリントC   | JpnIII   | ダ1200m（不） | 14    | 4     | 7     | 001.80（1人）   | 02着 | 01:11.2（36.2）   | -0.2 | 大野拓弥   | 56kg   | アドマイヤサガス     |
| 0000.08.31 | 札幌   | キーンランドC       | GIII     | 芝1200m（良） | 16    | 6     | 12    | 008.30（4人）   | 08着 | 01:09.3（34.3）   | -0.3 | 大野拓弥   | 56kg   | ローブティサージュ   |
| 0000.10.05 | 新潟   | スプリンターズS     | GI       | 芝1200m（良） | 18    | 8     | 18    | 046.5（13人）   | 01着 | 01:08.8（33.9）   | -0.1 | 大野拓弥   | 57kg   | (ストレイトガール)   |
| 0000.12.14 | 沙田   | 香港スプリント      | G1       | 芝1200m（良） |       |       | 7     | （11人）        | 08着 | 01:09.3           |      | 大野拓弥   | 57kg   | Aerovelocity         |
| 2016.03.05 | 中山   | オーシャンS         | GIII     | 芝1200m（良） | 16    | 4     | 7     | 021.30（8人）   | 03着 | 01:07.9（34.2）   | -0.4 | 大野拓弥   | 57kg   | エイシンブルズアイ   |
| 0000.03.27 | 中京   | 高松宮記念          | GI       | 芝1200m（良） | 18    | 3     | 5     | 014.90（6人）   | 07着 | 01:07.3（33.7）   | -0.7 | 大野拓弥   | 57kg   | ビッグアーサー       |
| 0000.05.03 | 名古屋 | かきつばた記念      | JpnIII   | ダ1400m（良） | 10    | 4     | 4     | 009.20（5人）   | 05着 | 01:28.6（38.9）   | -1.6 | 大野拓弥   | 59kg   | ノボバカラ           |
| 0000.06.09 | 門別   | 北海道スプリントC   | JpnIII   | ダ1200m（不） | 13    | 4     | 5     | 009.10（3人）   | 03着 | 01:10.7（35.8）   | -0.8 | 大野拓弥   | 59kg   | ダノンレジェンド     |
| 0000.07.03 | 中京   | CBC賞               | GIII     | 芝1200m（良） | 13    | 3     | 3     | 009.30（5人）   | 06着 | 01:07.6（33.0）   | -0.4 | 大野拓弥   | 58.5kg | レッドファルクス     |
| 0000.09.11 | 阪神   | セントウルS         | GII      | 芝1200m（良） | 13    | 8     | 13    | 019.00（6人）   | 05着 | 01:07.9（34.5）   | -0.3 | 川田将雅   | 57kg   | ビッグアーサー       |
| 0000.10.02 | 中山   | スプリンターズS     | GI       | 芝1200m（良） | 16    | 4     | 7     | 037.9（12人）   | 05着 | 01:07.7（33.4）   | -0.1 | 大野拓弥   | 57kg   | レッドファルクス     |
| 0000.11.20 | 京都   | マイルCS            | GI       | 芝1600m（良） | 18    | 2     | 3     | 061.7（12人）   | 17着 | 01:35.7（37.7）   | -2.6 | 大野拓弥   | 57kg   | ミッキーアイル       |
| 0000.12.24 | 阪神   | 阪神C               | GII      | 芝1400m（稍） | 15    | 5     | 9     | 047.6（10人）   | 14着 | 01:23.4（36.1）   | -1.5 | 大野拓弥   | 57kg   | シュウジ             |
| 2017.03.04 | 中山   | オーシャンS         | GIII     | 芝1200m（良） | 16    | 5     | 10    | 014.60（6人）   | 08着 | 01:08.7（34.0）   | -0.4 | 大野拓弥   | 57kg   | メラグラーナ         |
| 0000.03.26 | 中京   | 高松宮記念          | GI       | 芝1200m（稍） | 18    | 6     | 11    | 062.6（11人）   | 07着 | 01:09.4（34.5）   | -0.7 | 大野拓弥   | 57kg   | セイウンコウセイ     |
| 0000.06.08 | 門別   | 北海道スプリントC   | JpnIII   | ダ1200m（不） | 16    | 5     | 9     | 006.00（3人）   | 03着 | 01:10.2（35.3）   | -0.8 | 大野拓弥   | 59kg   | ニシケンモノノフ     |
| 0000.07.02 | 中京   | CBC賞               | GIII     | 芝1200m（良） | 18    | 6     | 11    | 034.2（12人）   | 05着 | 01:08.3（33.5）   | -0.3 | 大野拓弥   | 58kg   | シャイニングレイ     |
| 0000.09.10 | 阪神   | セントウルS         | GII      | 芝1200m（良） | 14    | 7     | 11    | 023.30（7人）   | 08着 | 01:08.1（33.3）   | -0.6 | 大野拓弥   | 57kg   | ファインニードル     |
| 0000.10.01 | 中山   | スプリンターズS     | GI       | 芝1200m（良） | 16    | 1     | 1     | 103.3（16人）   | 04着 | 01:07.7（33.0）   | -0.1 | 大野拓弥   | 57kg   | レッドファルクス     |
| 0000.11.03 | 大井   | JBCスプリント       | JpnI     | ダ1200m（重） | 16    | 4     | 8     | 012.30（7人）   | 07着 | 01:11.9（36.9）   | -0.5 | 大野拓弥   | 57kg   | ニシケンモノノフ     |
| 0000.12.10 | 中山   | カペラS             | GIII     | ダ1200m（良） | 16    | 8     | 15    | 017.70（8人）   | 02着 | 01:11.1（36.5）   | -0.1 | 大野拓弥   | 58kg   | ディオスコリダー     |
| 2018.03.03 | 中山   | オーシャンS         | GIII     | 芝1200m（良） | 16    | 6     | 11    | 018.90（8人）   | 11着 | 01:08.9（34.0）   | -0.6 | 大野拓弥   | 57kg   | キングハート         |
| 0000.03.25 | 中京   | 高松宮記念          | GI       | 芝1200m（良） | 18    | 2     | 4     | 130.0（15人）   | 09着 | 01:09.0（34.3）   | -0.5 | 大野拓弥   | 57kg   | ファインニードル     |
| 0000.04.18 | 大井   | 東京スプリント      | JpnIII   | ダ1200m（不） | 16    | 3     | 5     | 018.90（8人）   | 07着 | 01:12.8（37.5）   | -1.0 | 大野拓弥   | 58kg   | グレイスフルリープ   |
| 0000.06.07 | 門別   | 北海道スプリントC   | JpnIII   | ダ1200m（良） | 16    | 5     | 10    | 010.10（5人）   | 03着 | 01:13.0（37.6）   | -0.1 | 五十嵐冬樹 | 59kg   | テーオーヘリオス     |
| 0000.07.01 | 中京   | CBC賞               | GIII     | 芝1200m（良） | 18    | 6     | 11    | 049.1（12人）   | 12着 | 01:07.6（33.0）   | -0.6 | 和田竜二   | 58kg   | アレスバローズ       |
| 0000.09.30 | 中山   | スプリンターズS     | GI       | 芝1200m（稍） | 16    | 2     | 4     | 100.3（14人）   | 15着 | 01:10.3（36.4）   | -2.0 | 大野拓弥   | 57kg   | ファインニードル     |
| 2019.03.02 | 中山   | オーシャンS         | GIII     | 芝1200m（良） | 16    | 2     | 3     | 132.0（14人）   | 15着 | 01:08.9（35.1）   | -1.8 | 内田博幸   | 57kg   | モズスーパーフレア   |
| 0000.03.24 | 中京   | 高松宮記念          | GI       | 芝1200m（良） | 18    | 1     | 1     | 080.5（10人）   | 17着 | 01:09.2（34.7）   | -1.9 | 藤田菜七子 | 57kg   | ミスターメロディ     |

## 種牡馬時代
引退後はレックススタッドにて種牡馬となる。種牡馬入りが5月からのスタートとなったため初年度種付け料は無料であった。翌2020年からは30万円。
2022年から初年度産駒がデビューしており、東海ダービー2着のツミキヒトツなどがいる。
2023年の種付けを最後に種牡馬を引退している。

## 血統表
| スノードラゴンの血統            | スノードラゴンの血統                     | スノードラゴンの血統                     | （血統表の出典）                         | （血統表の出典）  |
| 父系                            | カロ系                                   | カロ系                                   | カロ系                                   | [ § 2 ]           |
| 父 アドマイヤコジーン 1996 芦毛 | 父の父Cozzene 1980 芦毛                  | Caro                                     | *フォルティノ                            | *フォルティノ     |
| 父 アドマイヤコジーン 1996 芦毛 | 父の父Cozzene 1980 芦毛                  | Caro                                     | Chambord                                 |                   |
| 父 アドマイヤコジーン 1996 芦毛 | 父の父Cozzene 1980 芦毛                  | Ride the Trails                          | Prince John                              | Prince John       |
| 父 アドマイヤコジーン 1996 芦毛 | 父の父Cozzene 1980 芦毛                  | Ride the Trails                          | Wildwook                                 |                   |
| 父 アドマイヤコジーン 1996 芦毛 | 父の母アドマイヤマカディ 1991 栗毛       | *ノーザンテースト                        | Northern Dancer                          | Northern Dancer   |
| 父 アドマイヤコジーン 1996 芦毛 | 父の母アドマイヤマカディ 1991 栗毛       | *ノーザンテースト                        | Lady Victoria                            |                   |
| 父 アドマイヤコジーン 1996 芦毛 | 父の母アドマイヤマカディ 1991 栗毛       | *ミセスマカディー                        | *トライバルチーフ                        | *トライバルチーフ |
| 父 アドマイヤコジーン 1996 芦毛 | 父の母アドマイヤマカディ 1991 栗毛       | *ミセスマカディー                        | Hanina                                   |                   |
| 母 マイネカプリース 1998 鹿毛   | 母の父タヤスツヨシ 1992 黒鹿毛           | *サンデーサイレンス                      | Halo                                     | Halo              |
| 母 マイネカプリース 1998 鹿毛   | 母の父タヤスツヨシ 1992 黒鹿毛           | *サンデーサイレンス                      | Wishing Well                             |                   |
| 母 マイネカプリース 1998 鹿毛   | 母の父タヤスツヨシ 1992 黒鹿毛           | *マガロ                                  | Caro                                     | Caro              |
| 母 マイネカプリース 1998 鹿毛   | 母の父タヤスツヨシ 1992 黒鹿毛           | *マガロ                                  | Magic                                    |                   |
| 母 マイネカプリース 1998 鹿毛   | 母の母ダイナカプリ 1987 黒鹿毛           | *サウスアトランティック                  | Mill Reef                                | Mill Reef         |
| 母 マイネカプリース 1998 鹿毛   | 母の母ダイナカプリ 1987 黒鹿毛           | *サウスアトランティック                  | Arkadina                                 |                   |
| 母 マイネカプリース 1998 鹿毛   | 母の母ダイナカプリ 1987 黒鹿毛           | ダイナギフト                             | *エルセンタウロ                          | *エルセンタウロ   |
| 母 マイネカプリース 1998 鹿毛   | 母の母ダイナカプリ 1987 黒鹿毛           | ダイナギフト                             | *ロイヤルサッシュ                        |                   |
| 母系(F-No.)                     | ロイヤルサッシュ系(FN:1-t)               | ロイヤルサッシュ系(FN:1-t)               | ロイヤルサッシュ系(FN:1-t)               | [ § 3 ]           |
| 5代内の近親交配                 | Caro 18.75% 3x4、Princely Gift 6.25% 5x5 | Caro 18.75% 3x4、Princely Gift 6.25% 5x5 | Caro 18.75% 3x4、Princely Gift 6.25% 5x5 | [ § 4 ]           |
| 出典                            | 1. 2. 3. 4.                              | 1. 2. 3. 4.                              | 1. 2. 3. 4.                              | 1. 2. 3. 4.       |

- 母系はロイヤルサッシュに辿り着く系統。
- 近親にGI2勝のサッカーボーイやGI香港ヴァーズを勝ち、種牡馬としても活躍しているステイゴールド、重賞2勝のレクレドール、重賞2勝のドリームパスポート、GI2勝のショウナンパンドラ。
- 同じく、短距離で活躍したタマモホットプレイやタマモベストプレイの兄弟、個性派として人気のあったバランスオブゲーム、フェイムゲームの兄弟も近親。